# Smilax spicata
Smilax spicata är en enhjärtbladig växtart som beskrevs av Vell. Smilax spicata ingår i släktet Smilax och familjen Smilacaceae. Inga underarter finns listade.